# Jonathan Urretaviscaya
Jonathan Matías Urretaviscaya da Luz (Montevideo, 1990. március 19. –) uruguayi válogatott labdarúgó, a Monterrey játékosa.

## Pályafutása

### Klubcsapatban
Montevideóban született, az édesapja baszk származású. A River Plate Montevideo csapatában nevelkedett és felnőtt szinten is itt mutatkozott be.
2008. július 2-án a SL Benfica szerződtette, ahol eleinte nem kapott sok lehetőséget. 2010-ben 5 hónapra kölcsönadták a Peñarolnak, így hazatért egy kis időre. Ezt követően a Deportivo La Coruña, majd ismét a Peñarol, végül pedig a 2011–12-es idényben a Vitória Guimarães a csapatához került kölcsönbe. Sérülés miatt azonban a szezon nagy részét ki kellett hagynia.
A 2013–14-es szezont a Benfica B csapatában töltötte. 2014. szeptember 1-jén egy évre aláírt a Paços Ferreirahoz, de félévvel később ismét kölcsönadták a Peñarolnak, immár harmadik alkalommal.
2015 és 2017 között a mexikói Pachucát erősítette. Eddigi pályafutása során itt játszott a legtöbb alkalommal, összesen 78 mérkőzésen lépett pályára.
2018-ban a Monterrey igazolta le.

### A válogatottban
Az U23-as válogatott tagjaként részt vett a 2012. évi nyári olimpiai játékokon Londonban.
Az uruguayi válogatottban 2017. március 28-án debütált egy Peru elleni vb-selejtező alkalmával, melyen 2–1-es vereséget szenvedtek.
Nevezték a 2018-as világbajnokságon részt vevő válogatott 23-as keretébe.

## Sikerei, díjai
Benfica
- Portugál bajnok (1): 2009–10
- Portugál ligakupa (1): 2009–10
- Európa-liga döntős (1): 2012–13

Peñarol
- Uruguayi bajnok (1): 2009–10
- Copa Libertadores döntős (1): 2011

Pachuca
- Mexikói bajnok (1): Clausura 2016
- CONCACAF-bajnokok ligája döntős (1): 2016–17

## Külső hivatkozások
- Jonathan Urretaviscaya – a FIFA adatbázisában
- Jonathan Urretaviscaya adatlapja a National-Football-Teams.com oldalon (angolul)

- Jonathan Urretaviscaya (angol nyelven). FootballDatabase.eu
- Jonathan Urretaviscaya (angol nyelven). soccerway.com
- Jonathan Urretaviscaya (angol nyelven). scoresway.com. [2018. július 2-i dátummal az eredetiből archiválva]. (Hozzáférés: 2018. július 2.)
- Jonathan Urretaviscaya (angol nyelven). TheFinalball.com
- Jonathan Urretaviscaya (portugál, angol nyelven). ForaDeJogo.net
- Jonathan Urretaviscaya (spanyol nyelven). Liga MX